# 6954 Potemkin
6954 Potemkin è un asteroide della fascia principale. Scoperto nel 1987, presenta un'orbita caratterizzata da un semiasse maggiore pari a 2,1833817 UA e da un'eccentricità di 0,1374738, inclinata di 3,14045° rispetto all'eclittica.